# Vojtěch Prášek
Vojtěch Prášek (10. dubna 1866 Plánice – 1920) byl rakouský a český pedagog a politik, na počátku 20. století poslanec Českého zemského sněmu.

## Biografie
Působil jako pedagog na zemědělských školách. V letech 1894–1896 byl ředitelem rolnické školy v Klatovech, pak zastával ředitelskou funkci na podobné škole v Mladé Boleslavi. V letech 1900–1910 byl ředitelem zimní hospodářské školy v Sedlčanech. Roku 1911 byl jmenován ředitelem zimní hospodářské školy v Českém Brodě. Později působil coby zemský inspektor hospodářských škol v Čechách. Podporoval zakládání rolnických družstev a publikoval v odborném tisku.
Na počátku století se zapojil i do zemské politiky. Ve volbách v roce 1908 byl zvolen do Českého zemského sněmu v kurii venkovských obcí, obvod Votice, Sedlčany. Politicky se uvádí coby člen České agrární strany. Kvůli obstrukcím se ovšem sněm po roce 1908 ve svém plénu fakticky nescházel.